# Joel Senior
Joel Senior, né le 7 décembre 1987, est un footballeur international jamaïcain.

## Carrière
Senior naît à Kingston, en Jamaïque. Alors qu'il est un enfant, il déménage aux États-Unis, à Washington D.C.. Il étudie à la Archbishop Carroll High School où il intègre l'équipe de football du lycée. Joel Senior remporte le titre de joueur de la Washington Catholic Athletic Conference en 2004 et 2005.
Ensuite, il commence ses études à l'université Howard et joue toujours au football, intégrant l'équipe de football des Bison. Après deux saisons à Howard, il est transféré à l'université James Madison et est nommé, lors de sa dernière année universitaire, dans la troisième équipe de la conférence CAA. Alors qu'il est toujours étudiant, il joue en Premier Development League dans l'équipe des Dynasty du Delaware.
Au printemps 2008, Joel Senior est invité à participer à un camp d'entraînement avec la sélection jamaïcaine mais ne joue pas. En 2010, il devient footballeur professionnel en intégrant les Monarchs du Real Maryland, évoluant en seconde division de United Soccer Leagues. Le 22 mai 2010, il joue son premier match professionnel face aux Eagles de Charlotte. Senior joue son premier match sous les couleurs de la sélection jamaïcaine le 22 février 2012 contre Cuba.

## Palmarès
- Nommé meilleur joueur de la Washington Catholic Athletic Conference 2004 et 2005 (niveau lycée)
- Troisième équipe de la conférence CAA 2009 (niveau NCAA)